# Gabriela Cihlářová
Gabriela Cihlářová (roz. Bobková) je dramaturgyně a editorka pořadů Hyde Park Civilizace a Věda 24. Spolu s moderátorem Danielem Stachem jsou členy samostatné vědecké redakce České televize, která vznikla v roce 2016 a jsou rovněž autory dvou knih – Hyde Park Civilizace a Hyde Park Civilizace 2.
Také byli vůbec prvními novináři, kteří získali medaili Za zásluhy o rozvoj vědy Učené společnosti za svoji práci pro popularizaci vědy.